# Budai (Buddha)

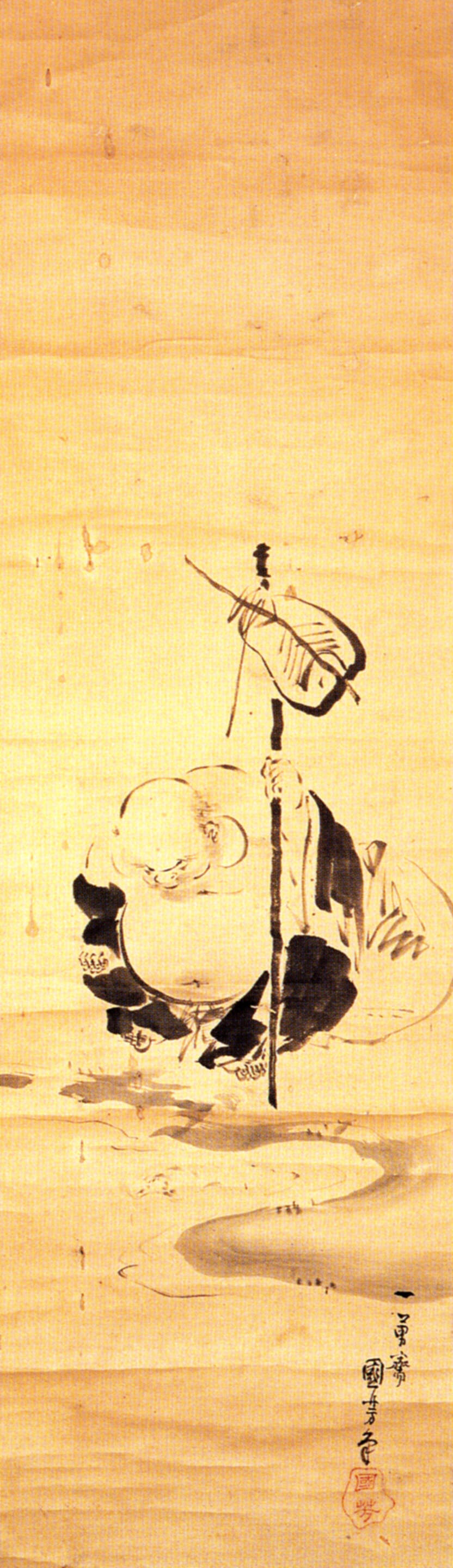
Hotei, von Utagawa Kuniyoshi, erste Hälfte des 19. Jahrhunderts, Tokio

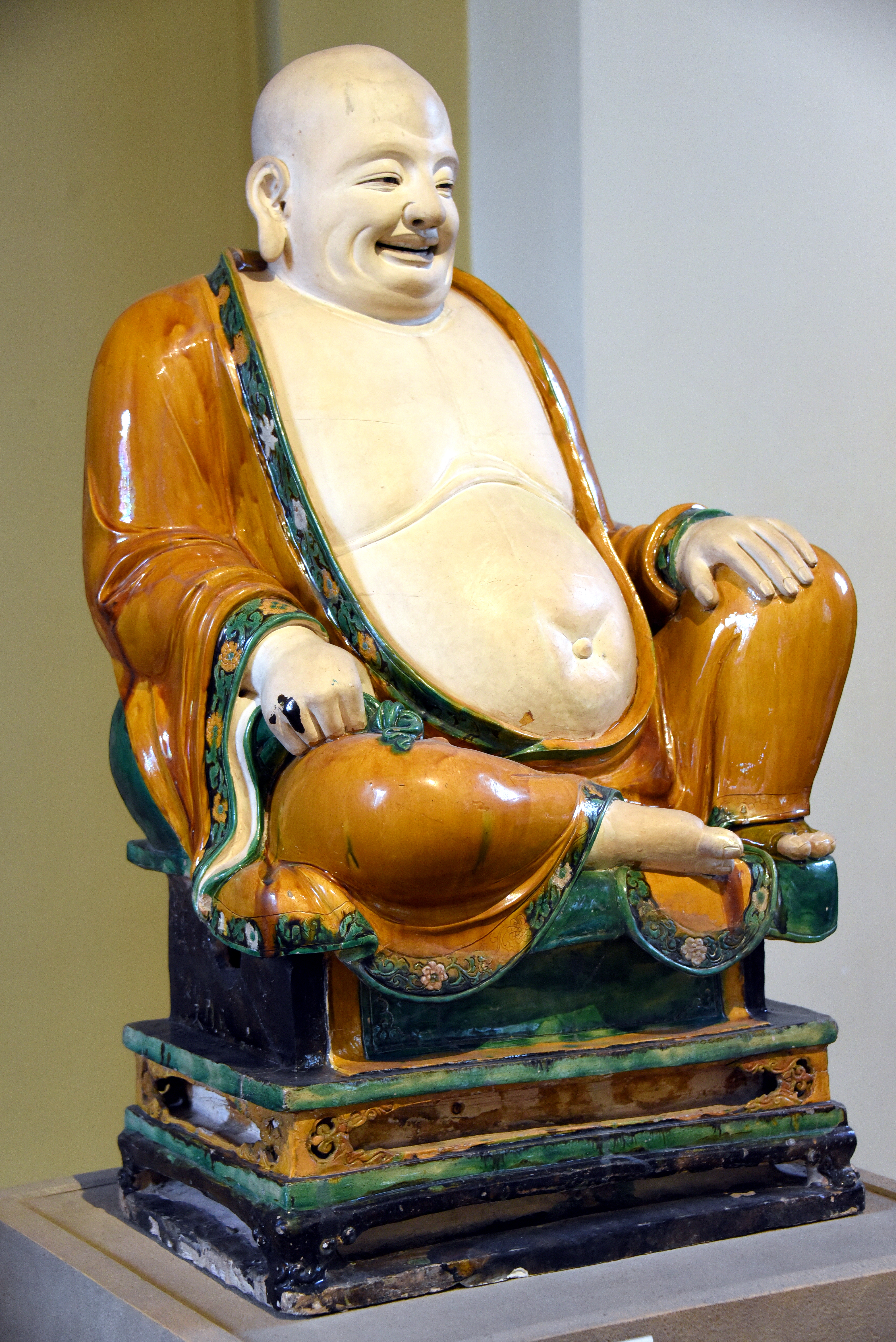
Keramikskulptur, Ming-Dynastie, 1486

Budai (chinesisch 布袋, Pinyin Bùdài, W.-G. Pu-tai – „Stoffsack“, jap. Hotei, vietnamesisch Bố Đại) ist eine populäre Figur der chinesischen und japanischen Volksreligion, in Japan zählt er unter anderem zu den Sieben Göttern des Glücks (Shichi Fukujin). Er wird zumeist als dickbäuchiger, lachender Mönch dargestellt und auch als „Lucky Buddha“ (Glücksbuddha) oder „Laughing Buddha“ (lachender Buddha) bezeichnet.

## Überblick
Budai/Hotei ist chinesischen Ursprungs und geht zurück auf die halb-legendäre Gestalt des aus der Stadt Fenghua (Provinz Zhejiang) stammenden Mönchs Qici (chinesisch 契此, Pinyin Qìcǐ, W.-G. Ch'i-tz'u, jap. Keishi), der als wandernder Bettelmönch im 10. Jahrhundert lebte und auch noch nach seinem Tod gelegentlich gesichtet worden sein soll. Er wird vor allem im Chan-Buddhismus, dem chinesischen Vorläufer des japanischen Zen, verehrt und gilt als eine Inkarnation des „Buddhas der Zukunft“ (Maitreya). In China ist diese aus dem indischen Buddhismus stammende Buddha-Figur daher heute eng mit der Gestalt des Budai verbunden. Nicht zufällig bedeutet der lautähnliche (homöophone) Ausdruck 布道 (budao), 'den Weg der Wahrheit predigen', aber im Vordergrund steht heute eher das ebenfalls lautähnliche 布菜 (bucai) 'Essen austeilen'.
In Japan wurde Hotei im Zuge des Zen-Buddhismus populär, doch ist die Assoziation mit dem Buddha der Zukunft nicht ganz so eng wie in China. Der bekannte Zen-Maler Hakuin fand in Hotei eines seiner Lieblingsmotive. In der Edo-Zeit verlor Hotei seine rein buddhistische Identität und wurde – zumindest im Verein mit den anderen Glücksgöttern – auch in Shinto-Schreinen als eine Art einheimische Gottheit (Kami) angebetet. Nach wie vor ist die Figur des lebenslustigen Hotei aber auch in Zen-Tempeln zu finden.
Als stets gut gelaunter, besitzloser Mönch stand Budai/Hotei ursprünglich für die Tugend der Selbstgenügsamkeit. Sein prall gefüllter Sack, in dem er seine Almosen verstaut, schien zu besagen, dass der, der mit wenig zufrieden ist, den größten Schatz besitzt. Er gilt auch als Buddha(aspekt), der dem einfachen Volk zugewandt ist und die in seinem Sack gesammelten Almosen an Kinder und Arme weitergibt. So wird er auch teilweise als Symbol für den sozial engagierten Buddhismus genommen.
Im Rahmen der chinesischen und japanischen Volksreligion hat sich Budai aber von diesem buddhistisch-mönchischen Ideal entfernt und wirbt heute z. B. in vielen Restaurants für herzhafte kulinarische Genüsse.
Es soll Glück bringen, einer Budai-Figur über den Bauch zu streichen. Auf vielen Darstellungen ist er im Kreis von Kindern zu sehen – eine Art asiatischer Nikolaus bzw. Weihnachtsmann.

## Statuen des Lachenden Buddha
Die Statue des Lachenden Buddha befindet sich in chinesischen Klöstern in der Halle der vier Himmelskönige. Dort wird er, zumeist von einer Kinderschar umgeben, oft mit dickem nacktem Bauch, gerunzelter Stirn und mit breitem Lachen in sitzender Körperhaltung (das linke Bein aufgestellt) dargestellt. Diese Figur verkörpert einige chinesische Lebensideale. Der dicke Bauch ist ein Symbol für Reichtum. Das Lachen und die lockere Sitzhaltung symbolisiert Gelassenheit und Zufriedenheit mit sich und der Welt. Die die Statue umgebenden Kinder weisen auf eine der chinesischen Haupttugenden hin: Kinderliebe.